# 暮颌海象属
暮颌海象属（学名：Dusignathus）是海象科下的一个属。

## 下属物种
本属包括以下物种：
- 圣克鲁兹暮颌海象 Dusignathus santacruzensis Kellogg, 1927
- 塞氏暮颌海象 Dusignathus seftoni Deméré, 1994，塞夫顿暮颌海象